# Новосілківська сільська рада (Підволочиський район)
Новосі́лківська сільська́ ра́да — адміністративно-територіальна одиниця та орган місцевого самоврядування в Підволочиському районі Тернопільської області. Адміністративний центр — село Новосілка.

## Загальні відомості
- Територія ради: 2,709 км²
- Населення ради: 1 514 особи (станом на 2001 рік)

## Населені пункти
Сільській раді підпорядковані населені пункти:
- с. Новосілка

## Склад ради
Рада складається з 20 депутатів та голови.
- Голова ради: Гуменюк Зеновій Романович
- Секретар ради: Журавель  Ольга  Олегівна

### Керівний склад попередніх скликань
| Прізвище, ім'я, по батькові | Основні відомості                                                                     | Дата обрання | Дата звільнення |
| --------------------------- | ------------------------------------------------------------------------------------- | ------------ | --------------- |
| Гуменюк Зіновій Романович   | Сільський голова, 1961 року народження, член Всеукраїнського об'єднання «Батьківщина» | 26.03.2006   | 31.10.2010      |
| Гуменюк Зеновій Романович   | Сільський голова, 1961 року народження, освіта середня спеціальна, безпартійний       | 31.10.2010   |                 |

Примітка: таблиця складена за даними сайту Верховної Ради України

### Депутати
За результатами місцевих виборів 2010 року депутатами ради стали:

#### За суб'єктами висування
| Суб'єкт висування                                       | Кількість обраних депутатів | %  |
| ------------------------------------------------------- | --------------------------- | -- |
| Самовисування                                           | 16                          | 80 |
| Політична партія Всеукраїнське об'єднання «Батьківщина» | 3                           | 15 |
| Соціалістична партія України                            | 1                           | 5  |

#### За округами
| № округу                                                | Прізвище, ім'я, по батькові | Дата визнання обраним | Освіта             | Партійна приналежність | Відомості про обраного депутата                                      |
| ------------------------------------------------------- | --------------------------- | --------------------- | ------------------ | ---------------------- | -------------------------------------------------------------------- |
| Політична партія Всеукраїнське об'єднання «Батьківщина» |                             |                       |                    |                        |                                                                      |
| 2                                                       | Приходцев Руслан Васильович | 04.11.2010            | вища               | позапартійний          | тимчасово не працює                                                  |
| 3                                                       | Колісник Богдан Ярославович | 04.11.2010            | середня            | позапартійний          | Новосілків-ський спиртзавод, будівель-ник                            |
| 7                                                       | Гуменюк Ольга Романівна     | 04.11.2010            | середня спеціальна | позапартійна           | Дитячий садок «Кобзарик», кухар                                      |
| Соціалістична партія України                            |                             |                       |                    |                        |                                                                      |
| 5                                                       | Бенцар Петро Іванович       | 04.11.2010            | середня спеціальна | позапартійний          | тимчасово не працює                                                  |
| Самовисування                                           |                             |                       |                    |                        |                                                                      |
| 1                                                       | Гелета Зіновій Степанович   | 04.11.2010            | вища               | позапартійний          | Скалатська загальноосвітня школа І-ІІ ст., вчитель фізичної культури |
| 4                                                       | Гуменюк Олег Тарасович      | 04.11.2010            | середня спеціальна | позапартійний          | Новосілків-ський спиртзавод, слюсар                                  |
| 6                                                       | Паляниця Марія Павлівна     | 04.11.2010            | вища               | позапартійна           | СГ ТОВ «Новосілка», бухгал-тер-касир                                 |
| 8                                                       | Чорній Павло Ігорович       | 04.11.2010            | вища               | позапартійний          | ТФ Приват-банк відді-лення «Скалатське», керівник відділен-ня        |
| 9                                                       | Паламар Андрій Миколайович  | 04.11.2010            | середня спеціальна | позапартійний          | тимчасово не працює                                                  |
| 10                                                      | Довгошия Олег Павлович      | 04.11.2010            | середня            | позапартійний          | Тернопільський технічний коледж ім. Полюя, студент                   |
| 11                                                      | Довгань Павло Іванович      | 04.11.2010            | середня спеціальна | позапартійний          | Тернопільський технічний коледж ім. Полюя, студент                   |
| 12                                                      | Маршалок Олена Миколаївна   | 04.11.2010            | вища               | позапартійна           | Новосілків-ська СЛА, сімей-ний лікар                                 |
| 13                                                      | Мороз Дарія Ільківна        | 04.11.2010            | середня спеціальна | позапартійна           | Новосілків-ська СЛА, поміч-никСімей-ного лікаря                      |
| 14                                                      | Різничок Петро Павлович     | 04.11.2010            | середня спеціальна | позапартійний          | Тернопіль-ський молоко завод, заготовач                              |
| 15                                                      | Журавель Андрій Павлович    | 04.11.2010            | середня спеціальна | позапартійний          |                                                                      |
| 16                                                      | Весоловський Петро Павлович | 04.11.2010            | середня            | позапартійний          | Тернопільський національний економічний університет, студент         |
| 17                                                      | Журавель Ольга Олегівна     | 04.11.2010            | вища               | позапартійна           | Новосілків-ська сільська рада, секретар сільської ради               |
| 18                                                      | Задорожний Андрій Петрович  | 04.11.2010            | середня            | позапартійний          | Тернопільський комерційний інститут, студент                         |
| 19                                                      | Сарафін Петро Йосифович     | 04.11.2010            | середня спеціальна | позапартійний          | пенсіонер                                                            |
| 20                                                      | Паренюк Володимир Романович | 04.11.2010            | середня            | позапартійний          | Тернопільський технічний коледж ім. Пулюя, студент                   |